# Liste der Bodendenkmale in Gransee
Die Liste der Bodendenkmale in Gransee enthält alle Bodendenkmale der brandenburgischen Stadt Gransee und ihrer Ortsteile. Grundlage ist die Veröffentlichung der Landesdenkmalliste mit dem Stand vom 31. Dezember 2020. Die Baudenkmale sind in der Liste der Baudenkmale in Gransee aufgeführt.

## Altlüdersdorf
| Gemarkung                     | Flur | Kurzansprache | Bodendenkmalnummer | Bemerkung | Bild |
| ----------------------------- | ---- | --- | ------------------ | --------- | ---- |
| Altlüdersdorf (Lage)          | 3, 4 | Friedhof Mittelalter, Siedlung Eisenzeit, Dorfkern deutsches Mittelalter, Dorfkern Neuzeit, Einzelfund slawisches Mittelalter | 70304              |           |      |
| Altlüdersdorf, Gransee (Lage) | 1, 9 | Siedlung Urgeschichte | 70359              |           |      |

## Buberow
| Gemarkung      | Flur | Kurzansprache                                                                                              | Bodendenkmalnummer | Bemerkung | Bild |
| -------------- | ---- | --- | ------------------ | --------- | ---- |
| Buberow (Lage) | 1    | Dorfkern Neuzeit, Einzelfund slawisches Mittelalter, Einzelfund Bronzezeit, Dorfkern deutsches Mittelalter | 70327              |           |      |

## Dannenwalde
| Gemarkung          | Flur | Kurzansprache                                      | Bodendenkmalnummer | Bemerkung | Bild |
| ------------------ | ---- | -------------------------------------------------- | ------------------ | --------- | ---- |
| Dannenwalde (Lage) | 2    | Dorfkern Neuzeit, Dorfkern deutsches Mittelalter   | 70333              |           |      |
| Dannenwalde (Lage) | 4    | Siedlung Ur- und Frühgeschichte, Pechhütte Neuzeit | 70334              |           |      |
| Dannenwalde (Lage) | 1    | Dorfkern deutsches Mittelalter, Dorfkern Neuzeit   | 70335              |           |      |

## Kraatz
| Gemarkung     | Flur    | Kurzansprache                                                                     | Bodendenkmalnummer | Bemerkung | Bild |
| ------------- | ------- | --------------------------------------------------------------------------------- | ------------------ | --------- | ---- |
| Kraatz (Lage) | 1, 2, 5 | Siedlung Ur- und Frühgeschichte, Dorfkern deutsches Mittelalter, Dorfkern Neuzeit | 70291              |           |      |
| Kraatz (Lage) | 2, 5    | Siedlung Ur- und Frühgeschichte                                                   | 70373              |           |      |
| Kraatz (Lage) | 2       | Siedlung Ur- und Frühgeschichte                                                   | 70374              |           |      |
| Kraatz (Lage) | 3       | Siedlung Ur- und Frühgeschichte                                                   | 70375              |           |      |
| Kraatz (Lage) | 1, 4    | Siedlung Ur- und Frühgeschichte                                                   | 70376              |           |      |

## Meseberg
| Gemarkung       | Flur | Kurzansprache                   | Bodendenkmalnummer | Bemerkung | Bild |
| --------------- | ---- | ------------------------------- | ------------------ | --------- | ---- |
| Meseberg (Lage) | 1    | Siedlung slawisches Mittelalter | 70406              |           |      |

## Neulögow
| Gemarkung       | Flur | Kurzansprache                                    | Bodendenkmalnummer | Bemerkung | Bild |
| --------------- | ---- | ------------------------------------------------ | ------------------ | --------- | ---- |
| Neulögow (Lage) | 2    | Siedlung Bronzezeit, Siedlung Eisenzeit          | 70433              |           |      |
| Neulögow (Lage) | 2    | Siedlung slawisches Mittelalter                  | 70434              |           |      |
| Neulögow (Lage) | 1    | Dorfkern Neuzeit, Dorfkern deutsches Mittelalter | 70435              |           |      |
| Neulögow (Lage) | 2    | Siedlung Ur- und Frühgeschichte                  | 70436              |           |      |
| Neulögow (Lage) | 2    | Siedlung Ur- und Frühgeschichte                  | 70437              |           |      |
| Neulögow (Lage) | 2    | Siedlung slawisches Mittelalter                  | 70438              |           |      |

## Seilershof
| Gemarkung                     | Flur | Kurzansprache                                                                                  | Bodendenkmalnummer | Bemerkung | Bild |
| ----------------------------- | ---- | ---------------------------------------------------------------------------------------------- | ------------------ | --------- | ---- |
| Seilershof (Lage)             | 3    | Großsteingrab Steinzeit                                                                        | 70479              |           |      |
| Seilershof, Tornow (Lage)     | 2, 6 | Siedlung slawisches Mittelalter, Siedlung deutsches Mittelalter                                | 70491              |           |      |
| Seilershof, Zabelsdorf (Lage) | 2, 2 | Rast- und Werkplatz Steinzeit, Siedlung slawisches Mittelalter, Gräberfeld Bronzezeit          | 70452              |           |      |
| Seilershof, Zabelsdorf (Lage) | 2, 3 | Weg Neuzeit, Dorfkern deutsches Mittelalter, Dorfkern Neuzeit, Turmhügel deutsches Mittelalter | 70454              |           |      |